# Stelgidopteryx
Stelgidopteryx – rodzaj ptaków z rodziny jaskółkowatych (Hirundinidae).

## Występowanie
Rodzaj obejmuje gatunki występujące w Ameryce.

## Morfologia
Długość ciała 12,5–14,5 cm, masa ciała 10,3–18,3 g.

## Systematyka

### Etymologia
Greckie στελγις stelgis, στελγιδος stelgidos – skrobak; πτερυξ pterux, πτερυγος pterugos – skrzydło.

### Podział systematyczny
Do rodzaju należą następujące gatunki:
- Stelgidopteryx serripennis (Audubon, 1838) – wodówka północna
- Stelgidopteryx ruficollis (Vieillot, 1817) – wodówka południowa